# ناحیه کامدن، میشیگان
ناحیه کامدن (به انگلیسی: Camden Township) یک منطقهٔ مسکونی در ایالات متحده آمریکا است که در شهرستان هیلزدیل، میشیگان واقع شده‌است.
 ناحیه کامدن  ۲٬۰۴۷ نفر جمعیت دارد و ۳۱۶ متر بالاتر از سطح دریا واقع شده‌است.